# Черкасское (Северо-Казахстанская область)
Черкасское (каз. Черкасское) — село в Аккайынском районе Северо-Казахстанской области Казахстана. Административный центр Черкасского сельского округа. Находится примерно в 26 км к юго-востоку от села Смирново, административного центра района, на высоте 146 метров над уровнем моря. Код КАТО — 595859100. 

## История
Указом ПВС Казахской ССР от 16.08.1971 года посёлку центральной усадьбы совхоза «Черкасский» присвоено наименование село Черкасское.

## Население
В 1999 году численность населения села составляла 1468 человек (717 мужчин и 751 женщина). По данным переписи 2009 года, в селе проживало 1197 человек (581 мужчина и 616 женщин).